# Ferrería de San Blas

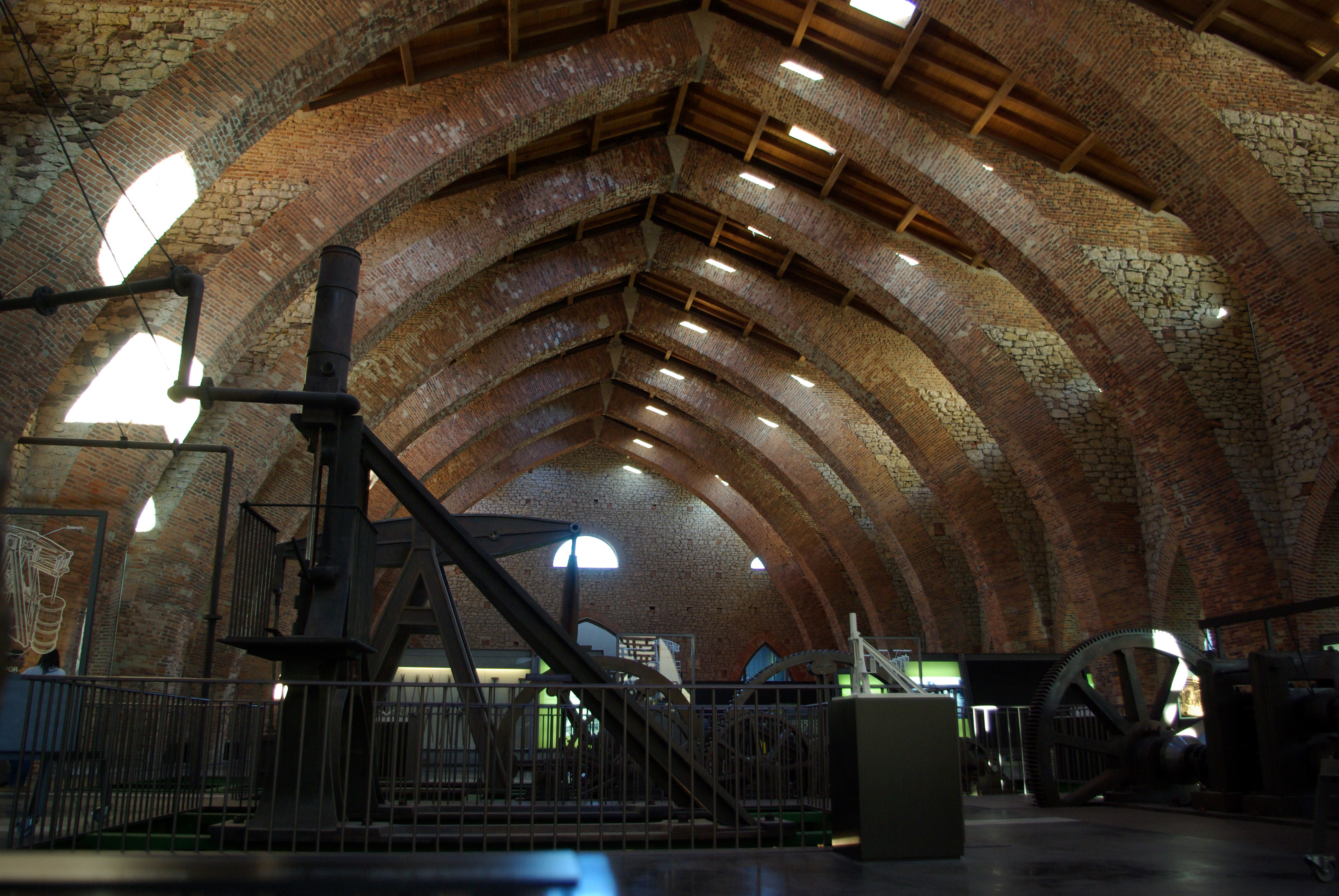
Interior de la ferrería

La Ferrería de San Blas fue un establecimiento siderúrgico de Sabero en la provincia de León (España), construido en 1847 por la Sociedad Palentino-Leonesa de Minas. Sus instalaciones están en la actualidad ocupadas por el Museo de la Siderurgia y la Minería de Castilla y León.

## Historia
Fueron los primeros altos hornos de cok de España (anteriores a los Trubia y Mieres), que estuvieron activos entre 1847 y 1862, año en que tuvo que cerrar debido a la reforma arancelaria. Sus mercados estaban en León, Palencia, Valladolid y Madrid, hasta donde llegaban sus hierros por las estaciones de Sahagún y Mansilla de las Mulas. En 1880, las minas que fueron de la Palentina-Leonesa pasaron a manos de capital vasco, dando lugar a la constitución en 1892 de Hulleras de Sabero, S.A. que, a favor de la construcción del Ferrocarril de La Robla a Valmaseda (1894) pudo reanudar la explotación, con destino al mercado siderúrgico de Bilbao.

## Proceso
El novedoso proceso desarrollado en Sabero, había sido inventado por  H. Cort hacía pocas décadas atrás  y  se estaba aplicando en Europa con gran éxito. Consistía básicamente en una primera reducción  del mineral de hierro en los hornos altos alimentados con coque, donde se producía la  carburación y fusión del hierro gracias a su bajo punto de fusión, menor que él del  hierro puro. Este hierro carburado, era evacuado periódicamente por la parte baja del horno, el crisol y vertido en moldes de arena donde se solidificaba en forma de lingotes. Este producto era conocido con  diversos nombres fundición, arrabio o lingote. 
Este primer producto siderúrgico después de solidificado en forma de lingote podía tomar dos caminos diferentes, o bien, se dedicaba a la fabricación de objetos de hierro fundido por Moldeo, o bien, a la elaboración de hierro dulce mediante una operación posterior de afino, conocida como Pudelado.
En el primer caso bastaba una nueva fusión en hornos de cubilote para posteriormente con esta segunda fundición más refinada y mediante moldeo en arena,   obtener hierro colado en las  formas que requería el consumidor. 
En el segundo caso, los lingotes, después de desmenuzados, eran sometidos a una posterior afinación por oxidación en los  hornos de reverbero, en los que se realizaba su descarburación, obteniéndose un hierro dulce, en forma de una masa esponjosa. Estas masas o bolas calientes eran trasladadas al martillo pilón donde eran martilladas enérgicamente, compactándola y eliminando las impurezas de su interior, este nuevo producto era conocido como tocho. 
De forma inmediata, cuando éste aun se encontraba caliente, se trasladaba hasta los laminadores, donde continuaba su conformación, estirándolo hasta convertirlo  en barras de hierro pudelado de diferentes perfiles y longitudes. 
La siguiente operación  de la fabricación del hierro en la Ferrería de San Blas, conocida como Refino, consistía en la elaboración de las barras de comercio. Previamente se formaban  paquetes, compuesto con trozos de barras  de hierro pudelado. Estos paquetes eran recalentados en los hornos de refino, muy similares a los de pudelado. En éstos se podían alcanzar elevadas temperaturas, superior a los 1300 o C, hasta que el  hierro tornaba un color blanco brillante. A continuación se trasladaban los paquetes calientes a los trenes de laminación, donde se  estiraban entre los cilindros laminadores, haciéndoles pasar entre canales con formas. Se obtenían  productos largos, conocidos como  hierros del comercio en barras de diferentes perfiles; redondos, cuadrados, llantas, llantillas carriles, viguetas de construcción.
Existían además otras fabricaciones especiales, tales como aros o flejes, redondos y cuadrados de pequeñas dimensiones, así como los cortadillos para clavos y herraduras, elementos que  necesitan hierros más elaborados y de mejor calidad. Estos productos, eran destinados principalmente a la construcción posterior de maquinaría, así  por ejemplo, era el caso del hierro de comercio suministrado a la Fábrica de Bonaplata de Madrid, donde empleaban el hierro de Sabero como su materia prima principal. 
las instalaciones de la Ferrería, una fábrica a la inglesa, con máquinas inglesas, compradas a los mejores fabricantes de Bristol y Mánchester, novedad en la industria siderúrgica española de aquellos años. Hay que tener en cuenta que el martillo de vapor, igual al instalado en Sabero había sido patentado hacía poco más de cinco años.

## Instalaciones
La gran Fábrica disponía de :
- La casa de Máquinas de la Ferrería con sus soplantes, los hornos altos con cada uno de los elementos y artilugios.
- La Fundería donde se realizaban las operaciones de moldeo en arena, con sus cubilotes para la segunda fusión, donde el hierro colado se vertía en los moldes de arena y se elaboraban todo tipo de productos, objetos para uso cotidiano de la propia ferrería u otros tipos de manufacturados destinados a la venta, por ejemplo, tuberías, balcones, balaustres, rejas, objetos de ornamentación, etc.
- La Gran Lonja de la Forja y la Laminación con sus hornos de pudelado y refino, su máquina de vapor la primera de la provincia, sus martillos de la forja: el pilón y los frontales, sus trenes de Laminación de basto, de fino o cortadores, y sus cizallas.
- Su taller mecánico, “de la mayor importancia”,  que contaba con modernos tornos y taladros que se han preservado y 160 años después, pueden ser admiradas en el Museo en su entorno original. Verdaderas joyas, únicas en Europa construidas por James Nasmyth, un famoso ingeniero inglés de época.
- Las instalaciones auxiliares  de la Ferrería, los hornos utilizados en la fabricación de coque y sus infraestructuras de transporte, todas las instalaciones de la fábrica estaban comunicadas con caminos de hierro, que llegaban hasta las cabeceras de las minas de hulla.